# U-19-Fußball-Europameisterschaft 2003
Die 19. U-19-Fußball-Europameisterschaft wurde in der Zeit vom 16. bis 26. Juli 2003 in Liechtenstein ausgetragen. Sieger wurde Italien durch einen 2:0-Sieg über Portugal. Titelverteidiger Spanien konnte sich wie Deutschland und die Schweiz nicht qualifizieren, Österreich schied im Halbfinale aus.
Die UEFA beschloss eine kleine Modusänderung. Zwischen der Vorrunde und dem Finale wurde ein Halbfinale eingeführt. Dafür wurde das Spiel um Platz drei gestrichen.

## Modus
Die acht qualifizierten Mannschaften werden auf zwei Gruppen zu je vier Mannschaften aufgeteilt. Innerhalb der Gruppen spielt jede Mannschaft einmal gegen jede andere. Die zwei Gruppenersten bestreiten das Halbfinale. Die Halbfinalsieger erreichen das Endspiel.

## Teilnehmer
Am Turnier nahmen folgende Mannschaften teil:
- England: Luke Steele, Justin Hoyte, Peter Whittingham, John Welsh, Liam Ridgewell, Andrew Davies, Wayne Routledge, Ciaran Donnelly, Thomas Wright, Lee Croft, Stewart Downing, Steven Schumacher, Lee Camp, Alan Moogan, Dean Leacock, Marcel McKie, Jerome Watt, Dorryl Proffitt – Teamchef: Stuart Baxter.
- Frankreich: Florent Chaigneau, Abdelaziz Camara, Jérémy Berthod, Julio Colombo, Jacques Faty, Stephen Drouin, Luigi Glombard, Hassan Yebda, Sébastien Grax, Mourad Meghni, Yann Jouffre, Emerse Faé, Sylvain Idangar, Albin Ebondo, Kevin Jacmot, Mickaël Fabre, Grégory Bourillon, Sérisay Barthelemy – Teamchef: René Girard.
- Italien: Marco Paoloni, Damiano Ferronetti, Andrea Mantovani, Gabriele Perico, Peter Belotti, Giorgio Chiellini, Adriano D'Astolfo, Alberto Aquilani, Luigi Della Rocca, Francesco Lodi, Giampaolo Pazzini, Andrea Ivaldi, Giuseppe Scurto, Alessandro Potenza, Mirko Stefani, Simon Laner, Simone Padoin, Raffaele Palladino – Teamchef: Paolo Berrettini
- Liechtenstein (Ausrichter): Daniel Steuble, Christoph Bühler, Sandro Maierhofer, Reto Mündle, Franz-Josef Vogt, Matthias Biedermann, Claudio Alabor, Pascal Söldi, Martin Büchel, Christoph Frick, Mirco Stoffel, Florian Meier, Michael Noser, Marc Messenger, Stefan Büchel, Sandro Hasler, Marco Ritzberger, Raphael Rohrer – Teamchef: Ralf Loose.
- Norwegen: Rune Almenning Jarstein, Martin Overvik, Kristian Flittie Onstad, Vegard Lie, Gisle Refseth, Eirik Bertheussen, Kjell André Thu, Olav Tuelo Johannesen, Branimir Poljac, Petter Vaagan Moen, Jone Samuelsen, Magnus Hjulstad, Trond Erik Bertelsen, Tommy Edvardsen, Michael Røn, Daniel Fredheim Holm, Trond Olsen, Henning Hauger – Teamchef: Egil Olsen.
- Österreich: Robert Almer, Thomas Lechner, Ernst Öbster, Martin Lassnig, Jürgen Rauchbauer, Markus Berger, Thomas Prager, Klaus Salmutter, Pascal Velek, Lukas Mössner, Salmin Cehajic, Jürgen Säumel, Thomas Vollnhofer, Mario Fürthaler, Mario Bolter, Sandro Lindschinger, René Schicker, Roman Kienast – Teamchef: Paul Gludovatz.
- Portugal: Paulo Ribeiro, Euripedes Amoreirinha, Amaro Fernandes, Miguel Angelo, Rodrigo Angelo, João Pedro da Silva Pereira, Daniel, Hugo Almeida, Hélio Pinto, Paulo Sérgio, Tecalão, João Pedro, Filipe Oliveira, Ricardo Jorge, Pedro Pereira, Fonseca, Flávio Igor – Teamchef: Carlos Alberto Lopes Dinis.
- Tschechien: Tomáš Černý, Václav Procházka, Lukás Nachtman, Roman Hubník, Michal Kadlec, Martin Pulkert, Ladislav Volešák, Pavel Siranec, Adam Varadi, Martin Klein, Michal Blazej, Milan Matula, Josef Brodský, Petr Mikolanda, Petr Kobylík, Petr Bolek, Pavel Malchárek, Aleš Neuwirth – Teamchef: Michal Bílek.

## Spielorte
Gespielt wurde in den Städten Balzers, Eschen, Schaan, Triesen und Vaduz.
| Vaduz |

| Balzers |

| Triesen |

| Schaan |

| Eschen |

| Vaduz |

| Balzers |

| Triesen |

| Schaan |

| Eschen |

## Vorrunde

### Gruppe A
| Pl. | Land          | Sp. | S | U | N | Tore    | Diff. | Punkte |
| --- | ------------- | --- | - | - | - | ------- | ----- | ------ |
| 1.  | Italien       | 3   | 2 | 1 | 0 | 007:200 | +5    | 07     |
| 2.  | Portugal      | 3   | 1 | 2 | 0 | 008:300 | +5    | 05     |
| 3.  | Norwegen      | 3   | 1 | 1 | 1 | 004:400 | ±0    | 04     |
| 4.  | Liechtenstein | 3   | 0 | 0 | 3 | 002:120 | −10   | 0      |

|                                |   |               |     |
| 16. Juli 2003 in Vaduz         |   |               |     |
| Liechtenstein                  | – | Portugal      | 0:5 |
| 16. Juli 2003 in Balzers       |   |               |     |
| Norwegen                       | – | Italien       | 0:1 |
| 18. Juli 2003 in Triesen       |   |               |     |
| Liechtenstein                  | – | Norwegen      | 1:2 |
| 18. Juli 2003 in Eschen-Mauren |   |               |     |
| Portugal                       | – | Italien       | 1:1 |
| 20. Juli 2003 in Balzers       |   |               |     |
| Italien                        | – | Liechtenstein | 5:1 |
| 20. Juli 2003 in Schaan        |   |               |     |
| Portugal                       | – | Norwegen      | 2:2 |

### Gruppe B
| Pl. | Land       | Sp. | S | U | N | Tore    | Diff. | Punkte |
| --- | ---------- | --- | - | - | - | ------- | ----- | ------ |
| 1.  | Österreich | 3   | 2 | 1 | 0 | 007:300 | +4    | 07     |
| 2.  | Tschechien | 3   | 1 | 1 | 1 | 007:700 | ±0    | 04     |
| 3.  | England    | 3   | 1 | 0 | 2 | 003:500 | −2    | 03     |
| 4.  | Frankreich | 3   | 0 | 2 | 1 | 004:600 | −2    | 02     |

|                                |   |            |     |
| 16. Juli 2003 in Vaduz         |   |            |     |
| Frankreich                     | – | Tschechien | 3:3 |
| 16. Juli 2003 in Schaan        |   |            |     |
| England                        | – | Österreich | 1:2 |
| 18. Juli 2003 in Eschen-Mauren |   |            |     |
| Frankreich                     | – | England    | 0:2 |
| 18. Juli 2003 in Schaan        |   |            |     |
| Tschechien                     | – | Österreich | 1:4 |
| 20. Juli 2003 in Triesen       |   |            |     |
| Österreich                     | – | Frankreich | 1:1 |
| 20. Juli 2003 in Eschen-Mauren |   |            |     |
| Tschechien                     | – | England    | 3:0 |

## Finalrunde

### Halbfinale
|                        |   |            |           |
| 23. Juli 2003 in Vaduz |   |            |           |
| Italien                | – | Tschechien | 1:0       |
| Österreich             | – | Portugal   | 3:6 n. V. |

### Finale
|                        |   |          |     |
| 26. Juli 2003 in Vaduz |   |          |     |
| Italien                | – | Portugal | 2:0 |

## Entscheidungen
Italien wurde zum ersten Mal U-19-Fußball-Europameister.